# 필록테테스 (소포클레스)
《필록테테스》(고대 그리스어: Φιλοκτήτης, Philoktētēs)는 소포클레스가 쓴 고대 아테네 비극이다. 기원전 409년 디오니소스제에서 처음 공연되었다. 트로이아 전쟁 시기의 필록테테스를 소재로 다루고 있다.

## 배경
“헤라클레스의 화살만이 10년간 이어져 온 트로이 전쟁을 끝낼 수 있으리라.” 아폴론의 신탁에 따라 오디세우스는 필록테테스를 전장으로 데려와야 하는 상황이다. 헤라클레스가 고통에서 벗어나 죽음을 맞을 수 있도록 도와준 대가로 자신의 무구인 활과 화살을 필록테테스에게 물려주었기 때문이다. 하지만 필록테테스가 순순히 따라나설 리 없다. 원래 그리스군으로 트로이 원정길에 올랐던 그를 내버린 게 바로 오디세우스였기 때문이다. 극은 필록테테스를 설득하기 위해 오디세우스와 네오프톨레모스가 렘노스 섬에 도착하는 것으로 시작된다.
오뒷세우스는 간계를 쓸 생각이다. 네오프톨레모스를 이용해 필록테테스의 마음을 연 뒤 고향에 데려다주겠다고 속여 트로이로 데려가려는 것이다. 전쟁에서 이기기 위해서는 수단과 방법을 가리지 않겠다는 입장이다.
네오프톨레모스는 처음엔 오뒷세우스의 음모에 동참한다. 그리고 필록테테스의 마음을 얻는 데 성공한다. 하지만 곧 그것이 불의라는 결론에 이른다. 네오프톨레모스는 필록테테스에게 모든 사실을 털어놓고 음모가 아닌 설득을 통해 그를 데려가기 위해 애쓴다. 필록테테스는 여전히 요지부동이다.
국가에 충성하는 것과 개인의 양심에 따르는 것, 어느 것이 정의인가. 소포클레스는 도덕적 딜레마에 빠진 네오프톨레모스를 통해 무엇이 ‘정의’인지 묻는다.

## 등장 인물
- 오디세우스 - 라에르테스의 아들, 그리스군의 장군
- 네옵톨레모스 - 아킬레우스의 아들
- 필록테테스 - 포이아스의 아들
- 장삿배 선주로 변장한 정탐꾼
- 헤라클레스 - 그리스 신화에 나오는 영웅
- 코러스 - 네옵톨레모스 휘하의 선원들